# Mirmo!! (album)
Mirmo!! è un album di Cristina D'Avena ed altri artisti dedicato alla serie animata omonima pubblicato il 28 aprile 2006.

## Tracce
1. Cristina D'Avena – Mirmo (testo: Alessandra Valeri Manera – musica: Max Longhi, Giorgio Vanni)
2. Cristina D'Avena – Camilla (testo: Cristina D'Avena – musica: Antonio Galbiati)
3. Cristina D'Avena – Rima (testo: Graziella Caliandro – musica: Fulvio Griffini, Stefania Camera)
4. Silvio Pozzoli – Fabrizio (testo: Cheope, Giuseppe Anastasi – musica: Cristiano Macrì)
5. Sara Bernabini – Yacky pronto a lottare (testo: Graziella Caliandro – musica: Enrico Francesco Santulli)
6. Cristina D'Avena – Alessia (testo: Fabrizio Berlincioni – musica: Sergio dall'Ora, Fabio Venturini)
7. Giacinto Livia – Murmo (testo: Giuseppe Dati – musica: Goffredo Orlandi)
8. Giorgio Vanni – Tommy (testo: Alessandra Valeri Manera – musica: Max Longhi, Giorgio Vanni)
9. Cristina D'Avena, Massimiliano "Max" Corfini – Rima e Mirmo insieme (testo: Graziella Caliandro – musica: Massimiliano Gusmini, Michele Monestiroli)
10. Cristina D'Avena, Antonio Galbiati – Camilla e Fabrizio (testo: Giuseppe Dati – musica: Goffredo Orlandi)

## Produzione
- Paolo Paltrinieri – Direzione artistica e produzione discografica
- Marina Arena, Michele Muti – Coordinamento
- Giuseppe Spada – Grafica
- Franco Cufone – Mastering presso RTI Recording Studio, Cologno Monzese (MI)

## Produzione e formazione dei brani

### Mirmo
- Max Longhi – arrangiamento, tastiera, programmazione
- Giorgio Vanni – chitarre, cori aggiuntivi
- i Piccoli Cantori di Milano – cori
- Laura Marcora – direzione cori
- Stefania Camera – cori aggiuntivi
- Roberta Granà – cori aggiuntivi

### Camilla
- Antonio Galbiati – tastiera, chitarra, programmazione, cori aggiuntivi
- i Piccoli Artisti "Accademia New Day" – cori
- Cristina Paltrinieri – direzione cori
- Erika Santoru – cori aggiuntivi
- Roberta Granà – cori aggiuntivi

### Rima
- Fulvio Griffini – arrangiamento, tastiera, chitarra, programmazione
- i Piccoli Artisti "Accademia New Day" – cori
- Cristina Paltrinieri – direzione cori
- Gisella Cozzo – cori aggiuntivi
- Roberta Granà – cori aggiuntivi
- Marco Gallo – cori aggiuntivi

### Fabrizio
- Cristiano Macrì – tastiera, chitarra, programmazione
- i Piccoli Artisti "Accademia New Day" – cori
- Cristina Paltrinieri – direzione cori, cori aggiuntivi
- Carolina Petrizzelli, Roberto Oreti – cori aggiuntivi

### Yacky pronto a lottare
- Enrico Francesco Santulli – tastiera, chitarra, programmazione
- i Piccoli Artisti "Accademia New Day" – cori
- Cristina Paltrinieri – direzione cori, cori aggiuntivi
- Carolina Petrizzelli, Roberto Oreti – cori aggiuntivi

### Alessia
- Sergio dall'Ora – arrangiamento, tastiera, chitarra, programmazione
- i Piccoli Artisti "Accademia New Day" – cori
- Cristina Paltrinieri – direzione cori
- Elena Tavernini, Pasqualina Calacoci, Antonio Divincenzo – cori aggiuntivi

### Murmo
- Goffredo Orlandi – tastiera, chitarra, programmazione
- i Piccoli Artisti "Accademia New Day" – cori
- Cristina Paltrinieri – direzione cori
- Elena Tavernini, Roberta Granà, Antonio Galbiati – cori aggiuntivi

### Tommy
- Max Longhi – arrangiamento, tastiera, programmazione
- Giorgio Vanni – chitarre, cori aggiuntivi
- i Piccoli Artisti "Accademia New Day" – cori
- Cristina Paltrinieri – direzione cori
- Marco Gallo, Roberta Granà, Nadia Biondini – cori aggiuntivi

### Rima e Mirmo insieme
- Massimiliano Gusmini, Michele Monestiroli – tastiera, chitarra, programmazione
- i Piccoli Artisti "Accademia New Day" – cori
- Cristina Paltrinieri – direzione cori, cori aggiuntivi
- Simona Scuto, Marco Gallo – cori aggiuntivi

### Camilla e Fabrizio
- Goffredo Orlandi – tastiera, chitarra, programmazione
- i Piccoli Artisti "Accademia New Day" – cori
- Cristina Paltrinieri – direzione cori
- Elena Tavernini, Roberta Granà, Antonio Galbiati – cori aggiuntivi